# Nikolaus von Rumänien

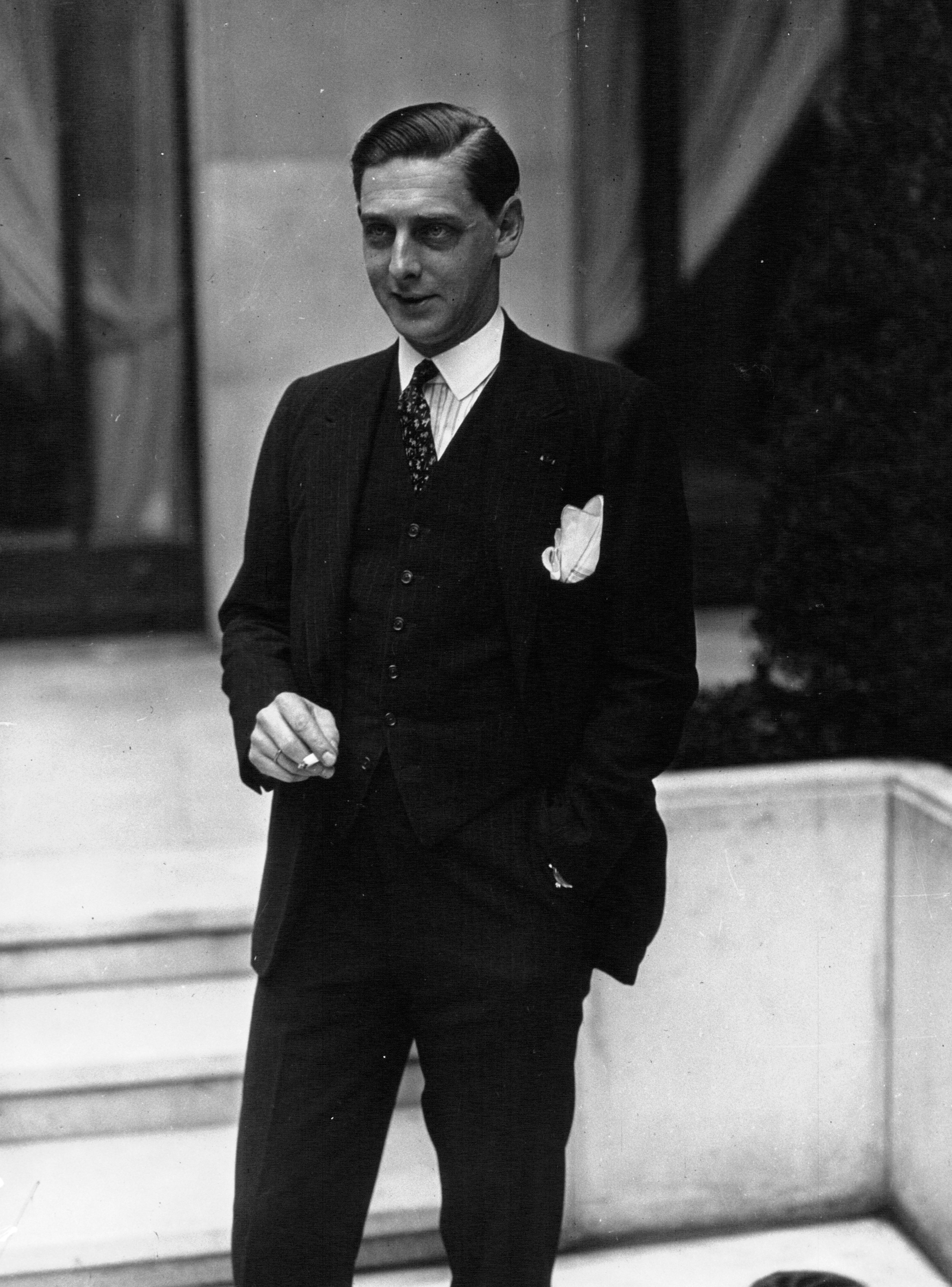
Prinz Nikolaus von Rumänien, 1932

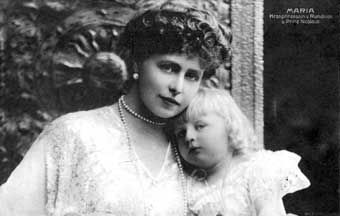
Kronprinzessin Marie von Rumänien mit ihrem Sohn Nikolaus

Nikolaus von Rumänien, auch Nikolaus von Hohenzollern-Sigmaringen, rumänisch Nicolae de România (* 5. August 1903 in Sinaia; † 9. Juni 1978 in Madrid) war ein rumänischer Adeliger und Prinz von Hohenzollern-Sigmaringen sowie Automobilrennfahrer und Privatinvestor.

## Leben
Nikolaus wurde als Sohn des Königs Ferdinand I. von Rumänien und der Königin Maria auf Schloss Peleș in Sinaia geboren. Sein älterer Bruder war der spätere König Karl II.
Zunächst studierte Nikolaus in Rumänien, ab 1919 besuchte er Vorlesungen am britischen Eton College. Da Karl auf den Thron von Rumänien verzichtet hatte, wurde 1927 dessen Sohn Michael I. nach dem Tod Ferdinands neuer König. Dem minderjährigen Michael stand eine Regentschaft vor, der auch Nikolaus angehörte.
Nach der Rückkehr Karls als neuer König Rumäniens heiratete Nikolaus 1931 Johanna Lucie Doletti, oder rumänisch Ioana Doletti, weshalb er zwischen 1931 und 1933 zwei Mal ins Ausland gehen musste. Nach dem Tod von Ioana Doletti 1963 heiratet Nikolaus am 13. Juni 1967 in zweiter Ehe Therese Figueira de Mello. Aus beiden Ehen gingen keine Nachkommen hervor. Der Prinz besaß indes die Villa Marguns im Schweizer Bergdorf St. Moritz. Mit Doletti hielt er sich oft im elitären Kurort auf und zeigte sich gerne im Casual Look. Doletti hatte teure Ansprüche. So bestellte sie in Lausanne zum Beispiel einen Pelzmantel zum Preis von 18.000 CHF.
Nikolaus wurde aufgrund seiner Beziehung zu Doletti aus der königlichen Familie ausgeschlossen. Er hatte sich zunächst 1928 mit Ioana Doletti verlobt was zu einem Zerwürfnis zwischen ihm, seiner Mutter Marie von Rumänien und seinem Bruder Karl II führte. Im Dezember 1931 annullierte das Kreisgericht Ilfov die 1931 geschlossene Ehe und Karl II. sowie die Regierung des Landes beschlossen, dass Prinz Nikolaus ins Ausland gehen sollte. Obwohl der Prinz im April 1932 für kurze Zeit in das Land zurückkehrte, wurde seine Ehe immer noch nicht anerkannt. 1937 wurde Nicolae gezwungen, das Land zu verlassen, und 1940 ließen er und Ioana sich nach einem Aufenthalt in Italien dauerhaft in der Schweiz nieder. Karl erlaubte ihm dennoch, am Begräbnis der Königin Maria teilzunehmen. 1941 erhielt Nikolaus vom neuen König Michael per Dekret wieder seine Rechte zurück. Prinz Nikolaus war Anfang 1943 mit dem Unternehmen Oel- und Chemiewerke AG im aargauischen Hausen bei Brugg involviert, was sich als verlustreich erwies. Er war ein Aktionär der Unternehmen Motor-Columbus und Brown, Boveri & Cie. Die Historikerin Diana Mandache nennt auch das Unternehmen SAEG (sic). In diese tätigte er ein Investment von 120.000 bis 140.000 CHF. In Lausanne kaufte er eine 6-Zimmer-Wohnung, die mit dem Beau-Rivage Palace verbunden war. In der Galerie Fischer in Luzern erwarb er im Frühling 1943 Kunstgüter im damaligen Wert von 65.000 CHF. In Bern erstand er Schmuck zum Preis von 6800 CHF. Laut Mandache wird sein Vermögen um die Mitte der 1940er Jahre auf 1 Million CHF geschätzt, was an der damaligen Kaufkraft gemessen sehr viel war.
Nikolaus starb 1978 in Madrid und wurde in Lausanne begraben.

## Automobilsport

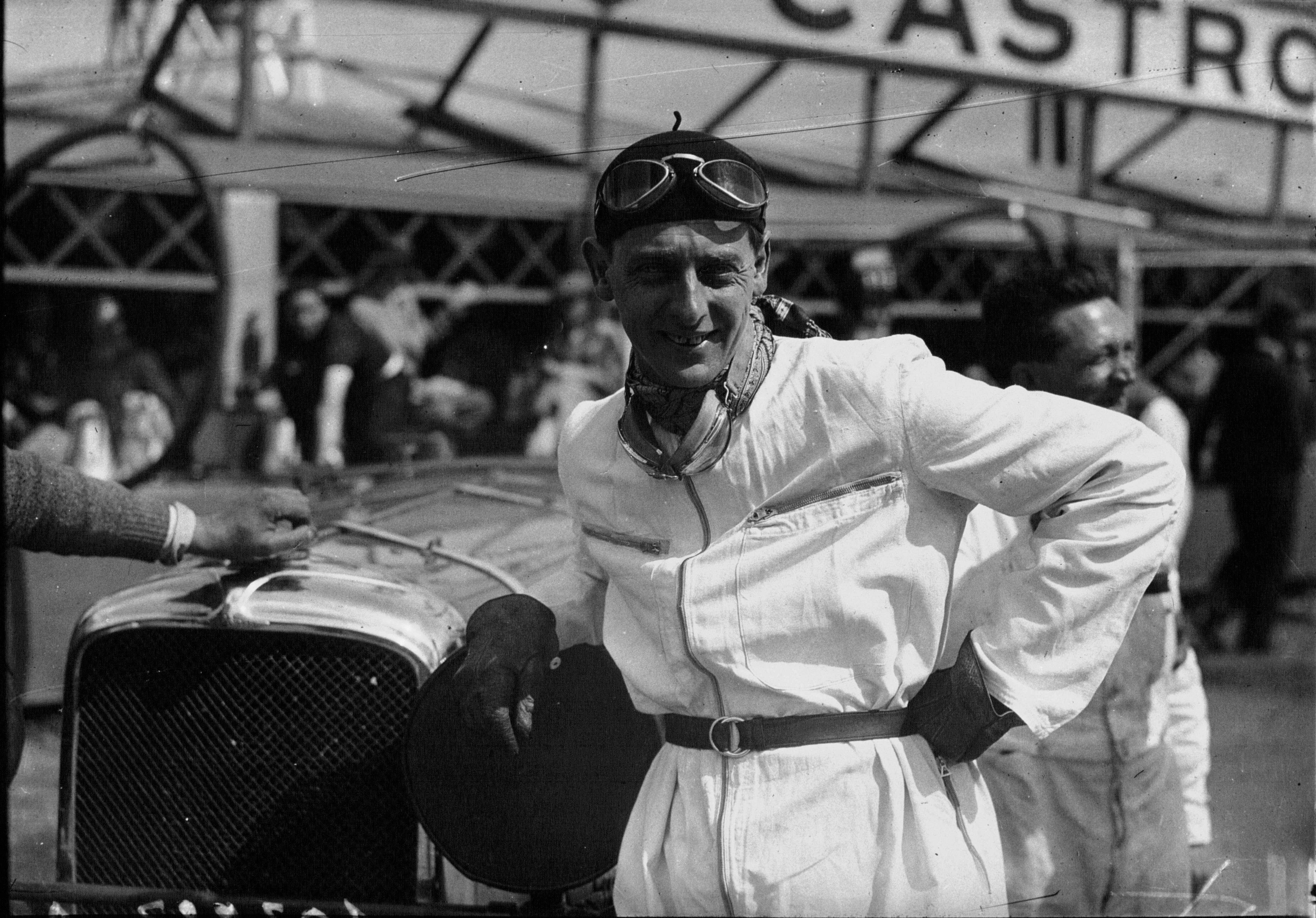
Prinz Nikolaus von Rumänien 1932 in Le Mans

### Vorkriegs-Grands-Prix-Ergebnisse
| Saison | 1   | 2 | 3 | 4 | 5 |
| ------ | --- | - | - | - | - |
| 1933   |     |   |   |   |   |
|        | DNA |   |   |   |   |

| Legende  | Legende                                                                   | Legende                                                                   |           |
| Farbe    | Bedeutung                                                                 | Bedeutung                                                                 | EM-Punkte |
| -------- | ------------------------------------------------------------------------- | ------------------------------------------------------------------------- | --------- |
| Gold     | Sieg                                                                      | Sieg                                                                      | 1         |
| Silber   | 2. Platz                                                                  | 2. Platz                                                                  | 2         |
| Bronze   | 3. Platz                                                                  | 3. Platz                                                                  | 3         |
| Grün     | Klassifiziert, mehr als 75% der Renndistanz zurückgelegt                  | Klassifiziert, mehr als 75% der Renndistanz zurückgelegt                  | 4         |
| Blau     | nicht punkteberechtigt, zwischen 50% und 75% der Renndistanz zurückgelegt | nicht punkteberechtigt, zwischen 50% und 75% der Renndistanz zurückgelegt | 5         |
| Violett  | nicht punkteberechtigt, zwischen 25% und 50% der Renndistanz zurückgelegt | nicht punkteberechtigt, zwischen 25% und 50% der Renndistanz zurückgelegt | 6         |
| Rot      | nicht punkteberechtigt, weniger als 25% der Renndistanz zurückgelegt      | nicht punkteberechtigt, weniger als 25% der Renndistanz zurückgelegt      | 7         |
| Farbe    | Abkürzung                                                                 | Bedeutung                                                                 | EM-Punkte |
| Schwarz  | DSQ                                                                       | disqualifiziert (disqualified)                                            | 8         |
| Weiß     | DNS                                                                       | nicht gestartet (did not start)                                           | 8         |
| Weiß     | DNA                                                                       | nicht erschienen (did not arrive)                                         | 8         |
| sonstige | P/fett                                                                    | Pole-Position                                                             | 8         |
| sonstige | SR/kursiv                                                                 | Schnellste Rennrunde                                                      | 8         |
| sonstige | DNF                                                                       | Rennen nicht beendet (did not finish)                                     | 8         |

### Le-Mans-Ergebnisse
| Jahr | Team                  | Fahrzeug            | Teamkollege     | Platzierung     | Ausfallgrund  |
| ---- | --------------------- | ------------------- | --------------- | --------------- | ------------- |
| 1933 | Nikolaus von Rumänien | Duesenberg Model SJ | Joseph Cattaneo | Disqualifiziert |               |
| 1935 | Nikolaus von Rumänien | Duesenberg Model J  | Emile Beghin    | Ausfall         | Magnetzündung |